# Mattenschanze
Mattenschanze – nieistniejąca normalna skocznia narciarska, która była położona w szwajcarskim Gstaad. 

## Historia
Pierwszy konkurs w Gstaad zorganizowano już w 1910 roku, jednak sześć lat później wybudowano skocznię Mattenschanze w Gstaad. 
W latach 1946–1966 na tym obiekcie odbywały się konkursy o Puchar Montgomery'ego - one były nazwane od Feldmarszałka Bernarda Montgomery'ego, który uwielbiał spędzać okres wakacyjny w Saanenland.
Czterokrotnie skocznia normalna była przebudowywana - w 1932, 1959, 1966 i 1972. Podczas ostatniej przebudowy przeniesiono punkt konstrukcyjny na 88 metr. Od 1967 roku Gstaad wchodził w skład Turnieju Szwajcarskiego, a z przerwami w sezonach 1979/1980-1989/1990 konkursy na Mattenschanze były zaliczone do klasyfikacji generalnej Pucharu Świata. W 1992 odbył się na nim ostatni konkurs skoków narciarskich - były to Mistrzostwa Szwajcarii, w których wygrał Sylvain Freiholz (zarówno w kategorii juniorów jak i seniorów). Po tym konkursie skocznia zaczęła popadać w ruinę. Ostatnim rekordzistą skoczni był Ernst Vettori, który 21 lutego 1986 podczas konkursu Pucharu Świata skoczył 92 m.
W 2000 roku zaplanowano budowę trzech nowych skoczni o punktach konstrukcyjnych usytuowanych na 20, 50 i 70 metrze. Te skocznie miały spełniać rolę centrum szkolenia dla młodzieży, jednak wkrótce zaniechano realizacji tego projektu ze względu na trudne warunki topograficzne.
W 2008 ostatecznie postanowiono rozebrać pozostałości skoczni narciarskiej w Gstaad.